# Češnjice pri Zagradcu
Češnjice pri Zagradcu – wieś w Słowenii, w gminie Ivančna Gorica. W 2018 roku liczyła 89 mieszkańców.